# گاوبازه (بیجار)
گاوبازه (بیجار)، روستایی از توابع بخش چنگ الماس شهرستان بیجار در استان کردستان ایران است.

## جمعیت
این روستا در دهستان پیرتاج قرار دارد و براساس سرشماری مرکز آمار ایران در سال ۱۳۸۵، جمعیت آن ۳۹۰ نفر (۷۱خانوار) بوده‌است.
جغرافیا
این روستا دارای یک چشمه دائمی آب آشامیدنی بوده که شامل چندین حلقه کاهریز و چاه می باشد و قدمت آن به سالهای دور باز میگردد و با توجه به خشکسالی های بوجود امده تا کنون آب این چشمه هیچگاه خشک نشده است.
زبان مردم روستا تُرکی بوده و و تقریباً تماماً به زبان فارسی تسلط دارند.
دین
دین مردم گاوبازه شیعه دوازده امامی می باشد.